# 乍浦镇
乍浦镇是中华人民共和国浙江省嘉兴市平湖市下辖的一个镇，位于杭州湾北岸，毗邻上海市金山区。面积54平方公里，常住人口5万余人。2019年中国百强乡镇第70名。
乍浦镇地处杭嘉湖平原，有九龙山等若干山丘，倚山面海。海中露出黄盘山几个山头。

## 历史
乍浦镇早在新石器时代已有人类活动的足迹。
乍浦倚山面海，历来是军事要塞、海防重镇。宋开禧元年（1205），乍浦设镇统制水军。明代修筑乍浦城墙，为防倭要地，嘉靖年间在此进行抵抗倭寇。清朝雍正年间移杭州副都统及清兵驻此，在此地设参将和乍浦水师营，为海防重镇。道光年间鸦片战争中，与英军的战役发生于此，曾被英军攻陷，称为乍浦之战。古城历经多次战争，曾经数次被毁。
同时，乍浦拥有联海内河乍浦塘，为杭州湾北岸重要的贸易商埠，宋、元两代曾开港贸易，设立市舶司。清康熙二十二年（1683）颁“展海令”，乍浦被列十五口岸之一。雍正时成为“东洋日本商贩往来要口”，贸易盛极一时。
清水师提督陈伦烔作于雍正八年（1730）的《海国闻见录·天下沿海形势录》记载：接连浙之宁波、定海外岛。而嘉兴之乍甫，钱塘之油鳖子，余姚之后海，宁波之镇海。
民国年间，沪杭公路途经此地，并开辟海滨浴场。1990年代以后，上海石化总厂在此建造原油码头。乍浦镇也开发滨海新城，作为嘉兴市城市体系“一主、五副、一新城”的组成部分。

## 行政区划
乍浦镇下辖以下村级行政区划单位：
南大街社区、四牌楼社区、长安桥社区、山湾社区、嘉电新村社区、西巷社区、南湾社区、长丰社区、天妃社区、港龙社区、雅山社区、黄山村、王家村、长安桥村、八字村、马家荡村、雅山村、王店桥村、亭子桥村、建利村、染店桥村和先锋村。

## 文物保护
乍浦作为千年古镇，于2016年被浙江省政府公布为第五批历史文化名镇。全镇有1处国家级文物保护单位乍浦炮台（包括天妃宫炮台、南湾炮台），1处省级文物保护单位戴墓墩遗址，3处市级文物保护单位：龙湫摩崖石刻、陆绩庙、乍浦城址，以及15处市级文保点，6处历史建筑（西大街46号朱宅、南大街177号周宅、北大街165号江宅、西大街19号徐宅、南大街151号庾宅、南司弄76号民居）。以下为平湖市范围内的各级文物保护单位：
| 名称                 | 编号                 | 类型                       | 所在                       | 时代                 | 图片                 |
| 全国重点文物保护单位 | 全国重点文物保护单位 | 全国重点文物保护单位       | 全国重点文物保护单位       | 全国重点文物保护单位 | 全国重点文物保护单位 |
| -------------------- | -------------------- | -------------------------- | -------------------------- | -------------------- | -------------------- |
| 乍浦炮台             | 7-1724-5-117         | 近现代重要史迹及代表性建筑 | 平湖市乍浦镇海塘街         | 清                   |                      |
| 浙江省文物保护单位   |                      |                            |                            |                      |                      |
| 戴墓墩遗址           | 6-10                 | 古遗址                     | 新石器时代                 |                      |                      |
| 市县文物保护单位     |                      |                            |                            |                      |                      |
| 龙湫摩崖石刻         |                      |                            | 乍浦镇陈山                 | 清                   |                      |
| 陆绩庙               |                      |                            | 乍浦镇四牌楼社区刘家埭43号 | 清                   |                      |
| 乍浦城址             |                      |                            | 乍浦镇南大街社区建港一村   | 清                   |                      |